# Năng lượng ở Burundi
Năng lượng ở Burundi là một ngành công nghiệp phát triển với nhiều tiềm năng to lớn.

## Điện
Bujumbura và Gitega là hai thành phố duy nhất ở Burundi có dịch vụ điện thành phố. Tổng công suất lắp đặt của Burundi là 49 MW năm 2001. Hai con đập hoàn thành từ năm 1984 đã tăng sản lượng điện từ các cơ sở thủy điện. Năm 2001, sản lượng điện ước tính đạt 155 GWh, trong đó 154 GWh là từ thủy điện, điện địa nhiệt và nhiệt điện chiếm phần còn lại. Tiêu thụ điện trong năm 2001 ước tính 170 GWh.

## Xăng dầu
Burundi nhập khẩu tất cả các sản phẩm dầu mỏ từ Kenya và Tanzania và không có trữ lượng xăng dầu hoặc khí thiên nhiên. Tiêu thụ dầu trong năm 2001 ước tính khoảng 3,000 thùng mỗi ngày. Burundi được ước tính không tiêu thụ khí thiên nhiên trong năm 2001. Một chi nhánh của BP được nhượng bộ  thăm dò dầu trong và xung quanh Hồ Tanganyika.

## Gỗvàthan bùn
Gỗ và than bùn chiếm 94% năng lượng tiêu thụ ở Burundi. Than bùn cung cấp một sự thay thế cho lượng củi ngày càng khan hiếm và như một nguồn năng lượng chính trong nước. Chính phủ đang thúc đẩy sản xuất than bùn và thúc đẩy sự phát triển của các nuồn năng lượng tái tạo như điện mặt trời và khí sinh học.